# Вулиця Мокроусова (Севастополь)
Вулиця Мокроусова — вулиця в Ленінському районі Севастополя, між вулицями Леніна та Лермонтова, одна з найстаріших вулиць в центрі міста. До вулиці прилучається вулиця Мічуріна. Нинішня назва на честь одиного з керівників партизанського руху в Криму в роки громадянської та радянсько-німецької воєн Олексія Васильовича Мокроусова.

## Історія

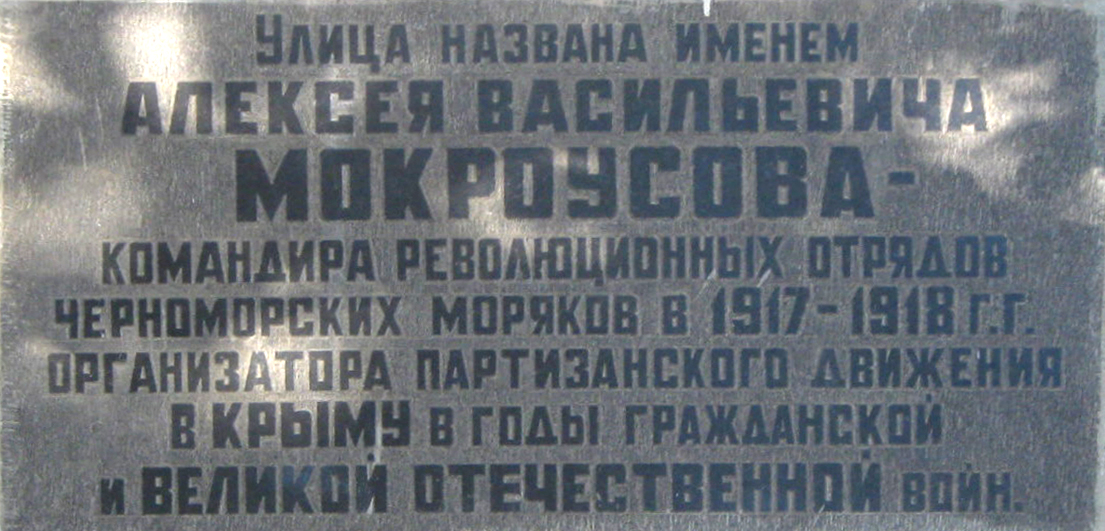
анотаційна дошка

Коли на західному березі Південної бухти будувалися перші адміралтейство, вздовж паркану, що оточував його, утворилася Адміралтейська вулиця. У 1863 році на цій вулиці була відкрита севастопольська митниця і вулицю назвали Митною.
1 листопада 1960 року у зв'язку з 40-річчям визволення Криму і Севастополя від білогвардійців Митну вулицю перейменували на вулицю Мокроусова. Анотаційна дошка встановлена на будинку № 1.